# فيفيان جونز
فيفيان جونز (بالإنجليزية: Vivian Jones)‏ هو موسيقي بريطاني، ولد في 1957.